# Суздалец (малый противолодочный корабль)
«Суздалец» (МПК-118) — советский и с 1991 года российский малый противолодочный корабль проекта 1124М в составе Черноморского флота.

## Строительство
Корабль был заложен на заводе «Ленинская кузница» в Киеве 1 августа 1981 года, спущен на воду 27 марта 1983 года.

## Служба
Был построен для Сахалинской базы ОВР Тихоокеанского флота. Первый экипаж Сахалинской ОВР заработал на заводе «Ленинская кузница» 2 цветных телевизора и стереомагнитофон. Экипаж был расформирован как часть. Матросов отправили в Севастопольскую ОВР, офицеров в Сахалинскую ОВР. По приказу командующего КЧФ от 6 октября 1983 года, МПК-118 был включён с 9 октября в состав 400-го дивизиона противолодочных кораблей 68-й бригады кораблей охраны водного района, вошёл в состав флота 3 ноября 1983 года. С 10 апреля 1984 года по 15 февраля 1992 года носил наименование «Комсомолец Молдавии».
С 29 декабря 1984 года в течение 32 суток корабль успешно нёс боевую службу в Чёрном море, у входа в пролив Босфор, и получил оценку «отлично». В следующем году получил ту же оценку за несение службы у Босфора и был объявлен по итогам 1985 года отличным кораблём.
В 1986 году нёс боевую службу в Средиземном море, снова был объявлен отличным кораблём. В 1989 году «Комсомолец Молдавии» нёс в течение 68 суток боевую службу у Босфора. В следующем году МПК провёл в кампании 250 суток.
В период гражданской войны в Эфиопии в 1990 — 1991 годах «Комсомолец Молдавии» успешно нёс боевую службу в Красном море. В августе 1990 года корабль сменил морской тральщик «Разведчик» у Эфиопского архипелага Дахлак. 19 октября 1990 года корабль сопровождал конвой в составе двух больших десантных кораблей, танкера «Шексна» и морского тральщика «Параван». В 14:30 советский конвой был обстрелян двумя береговыми батареями эритрейских сепаратистов с мыса Карали и острова Асарка Северная. По МПК-118 было выпущено шесть 122-мм снарядов и три неуправляемые ракеты РСЗО «Град». Спустя минуту командиру БЧ-2 старшему лейтенанту С. Потанину с главного командного пункта поступила команда «Огонь!». Израсходовав до сотни снарядов, «Комсомолец Молдавии» подавил обе батареи и взорвал склад боеприпасов.
Позже, за боевую службу командир корабля капитан-лейтенант Д. Брастовский был награждён орденом Красной Звезды. Также награды получили 10 членов экипажа, среди которых были начальник штаба дивизиона МПК капитан 3-го ранга С. В. Старый, замполит старший лейтенант О. Якимов, командир БЧ-2 старший лейтенант С. Потанин и командир БЧ-3 лейтенант Д. Черемных.
Всего за период боевой службы в Красном море «Комсомолец Молдавии» совершил успешную проводку более 30 конвоев советских судов. После возвращения с боевой службы, корабль был определён в ремонт, но простоял у стенки Севморзавода 6 лет из-за отсутствия финансовых средств на проведение ремонта.
С 15 февраля 1992 года МПК было возвращено наименование МПК-118; с 5 апреля 1999 года кораблю было присвоено наименование «Суздалец». В течение шести лет подряд, с 1998 по 2003 годы, «Суздалец» удостаивался чести участвовать в военно-морских парадах на День ВМФ РФ.
2 марта 2004 года «Суздалец» был уведён морским буксиром МБ-173 в Новороссийск для докования и проведения среднего ремонта на Туапсинском судоремонтном заводе (для ремонта ГТУ, эхолота, проведения центровки валолиний, ревизии рулевого устройства, очистки и покраски корпуса).
По некоторым данным, 10 августа 2008 года отразил атаку трёх грузинских сторожевых катеров в ходе войны в Грузии. Один из катеров затонул, погибли 5 членов экипажа.
На 2017 год корабль входит в состав Черноморского флота России в составе 149-й тактической группы противолодочных кораблей 68-й бригады кораблей охраны водного района с базированием на Южную бухту Севастополя..

## Командиры корабля
- 1983—1985 — капитан-лейтенант И. В. Вербицкий;
- 1985—1988 — капитан-лейтенант С. Н. Боровиков;
- 1988—1990 — капитан-лейтенант С. В. Старый;
- 1990—1993 — капитан-лейтенант Д. Б. Брастовский;
- 1993—1995 — капитан-лейтенант К. В. Бубенец;
- 1995—1998 — капитан-лейтенант А. В. Максин;
- 1998—2001 — капитан-лейтенант К. В. Чумак;
- 2001—2003 — капитан 3-го ранга А. А. Окунь;
- 2003—2009 — капитан-лейтенант В. С. Джанунц;
- 2009—2011 — капитан 3-го ранга Н. Н. Благодарный;
- 2011—2014 — капитан 3-го ранга И. С. Афанютин;
- 2014—2017 — капитан 3-го ранга С. В. Макеев[4]
- 2017—2019 — капитан-лейтенант С. А. Щербаков
- 2019—2021 капитан 3-го ранга Б. Сысолов
- 2021- по н.в. - капитан-лейтенант М. А. Зорин